# Рёвино (Саратовская область)
Рёвино — село в Красноармейском районе Саратовской области, основанное в начале XVIII века. Расположено на левом берегу реки Каменка. В составе муниципального образования город Красноармейск.
Село расположено в восточной части района в 18 км от районного центра, города Красноармейск. Население села — 460 (2010).

## История
Дата основания не установлена. Предположительно основано в начале XVIII века. Во второй половине XIX века село относилось к Золотовской волости Камышинского уезда Саратовской губернии. Жители — бывшие удельные крестьяне, великороссы, православные и поморцы.
С 1922 по 1941 год село относилось к Золотовскому кантону Трудовой коммуны, с 1923 года — АССР немцев Поволжья. С 1941 по 1960 — к Золотовскому району Саратовской области. В составе Красноармейского района — с 1960 года.
84 жителя погибли на фронтах Великой Отечественной войны. Во второй половине XX века при общей тенденции исчезновения малых деревень района Рёвино, наоборот, развивалось. В селе располагалась центральная усадьба колхоза имени Чкалова. Село благоустраивалось, по типовым проектам были построены школа и клуб, центр села украшали цветники и фонтан. В 1968 году Ваулинский сельсовет был реорганизован в Рёвинский.
Законом Саратовской области от 30 мая 2014 года № 62−ЗСО Ревинское муниципальное образование было включено в состав городского поселения «Муниципальное образование город Красноармейск».

## Физико-географическая характеристика
Село находится в лесостепи, в пределах Приволжской возвышенности, являющейся частью Восточно-Европейской равнины, на правом берегу реки Каменка). Высота центра населённого пункта — 103 метра над уровнем моря. Рельеф местности холмисто-равнинный, развита овражно-балочная сеть. Почвы — чернозёмы (без разделения) и тёмно-каштановые.
По автомобильным дорогам расстояние до областного центра города Саратова составляет 96 км, до районного центра города Красноармейска — 17 км. Ближайшее село Ваулино расположено в 6,7 км к северо-западу от Ревино.
Климат
Климат умеренный континентальный (согласно классификации климатов Кёппена — Dfa). Многолетняя норма осадков — 406 мм. Наибольшее количество осадков выпадает в июне — 43 мм, наименьшее в марте — 22 мм. Среднегодовая температура положительная и составляет + 6,5 °С, средняя температура самого холодного месяца января -10,1 °С, самого жаркого месяца июля +22,5 °С.
Часовой пояс
Ревино, как и вся Саратовская область, находится в часовой зоне МСК+1. Смещение применяемого времени относительно UTC составляет +4:00.

## Население
Динамика численности населения по годам:
| 1860 | 1886 | 1891 | 1897 | 1910 | 1926 | 1987 | 2002 |
| ---- | ---- | ---- | ---- | ---- | ---- | ---- | ---- |
| 534  | 671  | 789  | 667  | 736  | 646  | 400  | 438  |

| 2002 | 2010 |
| ---- | ---- |
| 437  | ↗460 |